# Favites stylifera
Favites stylifera är en korallart som beskrevs av Yoshitaka Yabe och Sugiyama 1937. Favites stylifera ingår i släktet Favites och familjen Faviidae. IUCN kategoriserar arten globalt som nära hotad. Inga underarter finns listade i Catalogue of Life.